# رسالة العمارنة EA 12
رسالة العمارنة EA12 هي مراسلة كُتبت إلى ملك مصر من قِبل أميرة من بلاد بابل.
يُذكر في الرسالة كاتب يُدعى كيدين-أداد.
هذه الرسالة جزء من سلسلة مراسلات من بلاد بابل إلى مصر، والتي تمتد من EA2 إلى EA4 ومن EA6 إلى EA14، أما EA1 وEA5 فهما من مصر إلى بابل.
في عام 1888، استلم متحف الشرق الأدنى في برلين جزءًا من اللوح كجزء من مجموعة من القطع الأثرية أُهديت للمتحف من قبل J. Simon. أما الجزء الثاني من EA12 فقد أُهدي للمتحف بواسطة فيليكس فون نيميير.
الرسالة، بترجمة W.L. Moran، تقول:
(1–6) تكلّم إلى سيدي؛ هكذا تقول الأميرة: لتكن أنت، وعرباتك، ورجالك، وبيتك بخير.
(7–12) ليرافقك آلهة بورابورياش. سر بأمان، وبسلام تقدّم، وانظر إلى بيتك.
(12–22) في حضرة سيدي، هكذا، أنا أسجد قائلاً: "بما أن ج[...] مبعوثي قد جلب الأقمشة الملوّنة، إلى مدنك وبيتك، فليكن ذلك بخير. لا تتمتم في قلبك ولا تفرض عليَّ الظلام."
إن خادمك، كيدين-أداد، موجود معي (؟)، وبصفته بديلاً عن سيدي، فإنني حقًا سأذهب.